# Horng-Tzer Yau
Pour les articles homonymes, voir Yau.
Horng-Tzer Yau (姚鴻澤) (né en 1959 à Taiwan) est un mathématicien américano-taïwanais. 

## Carrière
Il obtient son B. Sc. en 1981 à l'Université nationale de Taïwan et son doctorat en 1987 à l'Université de Princeton. Yau rejoint le corps professoral de l'Université de New York en 1988, et devient professeur au Courant Institute of Mathematical Sciences en 1994. Il part à l'Université Stanford en 2003, puis à l'Université Harvard en 2005. Il a également été membre de l'Institute for Advanced Study à Princeton, dans le New Jersey, en 1987-88, 1991-92, et en 2003, et a été professeur invité en 2013-14.
Selon William C. Kirby (en), doyen de la Faculté des arts et des sciences à l'université Harvard, « le Professeur Yau est un chef de file dans les domaines de la physique mathématique,... qui a introduit d'importants outils et des concepts pour l'étude des probabilités, des processus stochastiques, la physique statistique de non-équilibre et la dynamique quantique. ».

## Travaux
Yau s'intéresse à des problèmes mathématiques de la mécanique statistique et des problèmes de particules et il a examiné, entre autres questions, la stabilité de la matière (en partie avec Elliott Lieb) avec des applications à l'astrophysique et la dynamique des condensats de Bose-Einstein. Il a montré avec d'autres mathématiques que le mouvement brownien au niveau microscopique peut dériver de la description d'une particule dans un environnement aléatoire (Équation de Schrödinger avec potentiel aléatoirement distribué).

## Prix et distinctions
Il bénéficie d'une bourse Sloan de la Alfred P. Sloan Foundation (1991–1993) et d'une bourse Packard de la Fondation David et Lucile Packard (1991–1996).
En 2000 il reçoit le Prix Henri-Poincaré et le Prix MacArthur.
En 2001, il est lauréat de la Médaille Morningside en or, à l'occasion du deuxième Congrès international des mathématiciens chinois.
En 2012, il reçoit le prix Simons Investigator (en),.
En 2017, il est lauréat du Prix Eisenbud de mathématiques et de physique.
Il est membre de l'Academia sinica, de l'Académie américaine des arts et des sciences , de l'Académie nationale des sciences depuis 2013 et Fellow de l'American Mathematical Society, 2012.
En 1998 il est conférencier invité au congrès international des mathématiciens à Berlin avec une conférence intitulée « Scaling limits of particle systems, incompressibll Navier-Stokes equation and Boltzmann equation » puis de nouveau en 2002 à Pékin, cette fois sur « Derivation of the Euler equations from many body quantum mechanics », avec Bruno Nachtergaele.
Il est par ailleurs rédacteur en Chef des Communications in Mathematical Physics.

## Sélection de publications
- (en) Horng-Tzer Yau, « The Work of Cédric Villani », ICM Proceedings, Congrès international des mathématiciens,‎ 2010 (lire en ligne [PDF]).
- A dynamical approach to random matrix theory.
- Current developments in mathematics 2015 , publié par David Jerison, Mark Kisin, Paul Seidel... [et al.], 2016.
- Lectures on partial differential equations , eds: Sun-Yung Alice Chang, Chang-Shou Lim, Horng-Tzer Yau. - Somerville, cop. 2003.
- Lectures on partial differential equations : proceedings in honor of Louis Nirenberg's 75th birthday.
- Stability of Coulomb systems, 1987.